# Košutnjak Film
Košutnjak Film (en serbe cyrillique : Кошутњак Филм) est une société de production cinématographique serbe créée en 2005. Elle produit des films, des séries et des documentaires pour la télévision. Elle a son siège à Belgrade.

## Filmographie
Košutnjak Film a produit les films suivants :

### Télévision
(liste non exhaustive)

#### Téléfilms
- 2008 : Kneževina Srbija (litt., La principauté de Serbie) de Zdravko Šotra[3]
- 2014 : Doba Dundjerskih (litt., L’ère des Dundjerskih), de Marko Marinkovic[4],[5]

#### Séries télévisées
- 2007 : Ono nase sto nekad bejase (litt., Ce qui fut autrefois nôtre), d'Ivan Stefanovic et Mihailo Vukobratovic[6]
- 2008-2009 : Ranjeni orao (litt., L’aigle blessé), d'après le roman de Mir-Jam, réalisée par Zdravko Sotra[7],[8]
- 2009-2010 : Greh njene majke (litt., La faute de sa mère), d'après le roman de Mir-Jam, réalisée par Zdravko Sotra[9],[10]
- 2011 : Cvat lipe na Balkanu (litt., Fleurs de tilleul dans les Balkans), documentaire d'Ivan Stefanović[11]
- 2011-2012 : Nepobedivo srce (litt. Un cœur invincible), d'après le roman de Mir-Jam, réalisée par Zdravko Sotra[12],[13]
- 2012 : Šešir profesora Koste Vujića (litt., Le chapeau du professeur Kosta Vujić), d'après le roman de Milovan Vitezović, réalisée par Zdravko Šotra[14]
- 2014 : Samac u braku (litt., Le célibataire marié), d'après le roman de Mir-Jam, réalisée par Ivan Stefanovic[15],[16]
- 2015 : Jedne letnje noci (litt., Une nuit sur la mer adriatique), d'après le roman de Mir-Jam, réalisée par Ivan Stefanovic[17],[18]

### Courts-métrages
- 2011 : Crveni makovi (litt., Les Coquelicots rouges) de Nebojša Nenadić[19]
- 2011 : Tamarin izostanak (litt., L'Absence de Tamara) de Milan Roganović[20]